# Acronyctodes hedemanni
Acronyctodes hedemanni är en fjärilsart som beskrevs av Felder 1874. Acronyctodes hedemanni ingår i släktet Acronyctodes och familjen mätare. Inga underarter finns listade i Catalogue of Life.